# 스승의 은혜 (영화)
스승의 은혜는 2006년에 개봉한 대한민국의 영화이다.

## 캐스팅
- 오미희 : 박 선생 역
- 서영희 : 남미자 역
- 여현수 : 이세호 역
- 이지현 : 조순희 역
- 박효준 : 허달봉 역
- 이동규 : 김명호 역
- 장성원 : 유정원 역
- 유설아 : 오은영 역
- 김응수 : 마 형사 역
- 김황도 : 김 형사 역
- 이태림 : 남철 역
- 김용운 : 영민 역
- 신동호 : 어린 세호 역
- 강지연 : 어린 순희 역
- 엄민혁 : 어린 달봉 역
- 연준석 : 어린 명호 역
- 문가영 : 어린 은영 역